# Nyakwibereka
Nyakwibereka är ett periodiskt vattendrag i Burundi.   Det ligger i provinsen Ruyigi, i den centrala delen av landet, 110 km öster om huvudstaden Bujumbura.
Omgivningarna runt Nyakwibereka är en mosaik av jordbruksmark och naturlig växtlighet. Runt Nyakwibereka är det ganska tätbefolkat, med 134 invånare per kvadratkilometer.